# Flora de la Ciénaga de Zapatosa
La flora de la Ciénaga de Zapatosa se refiere a las especies de flora que se dan en el complejo cenagoso de la Ciénaga de Zapatosa, en el departamento del Cesar, Colombia. 

## Clima
El clima de la ciénaga de Zapatosa presenta dos periodos lluviosos y dos periodos secos o de verano. Las distintas especies de flora reaccionan ante el clima e influyen igualmente ante el clima. Durante la época de lluvia, la flora en la región presenta un intenso color verde. Durante la época seca algunas plantas se secan o mantienen un color amarillo o pálido. Durante la época de lluvias, la flora ayuda a preservar la humedad en el ambiente.

## Tipo de flora
La región presenta unas 170 especies de árboles en 119 géneros y 41 familias entre las que predominan unas 16 especies de Fabaceae, 15 de Mimosaceae, 8 de Polygonaceae, 7 de Sapindaceae, 7 de Annonaceae, 7 de Apocynaceae y 7 de Rubiaceae. Los géneros de árboles que más predominan son 6 de Tabebuia y 6 de Nectandra, 4 de Annona y 4 de Coccolobae Inga.
|                                                                 |
| Tabebuia Handroanthus chrysanthus, florecido durante el verano. |

Corpocesar ha clasificado unas 95 especies de arbustos en 72 géneros y 41 familias, las más ricas en especies fueron Rubiaceae con 21
especies, 7 de Caesalpiniaceae y 7 de Euphorbiaceae. 6 especies de Solanaceae, 6 de Fabaceae y unas 5 de Malpighiaceae.
Los géneros más diversos de arbustos son Psychotria con 6, Solanum con 4, Croton con 3, Randia con 3, Bunchosia con 3 y Cassia con 3.
Entre las Epifitas hay 3 especies; Monstera sp. (Araceae), Phlebodium decumanum (Polypodiaceae) y Vanilla planifolia (Orchidaceae).
La zona tiene unas 104 especies identificadas de hierbas entre 83 géneros y 43 familias, las más variadas son las especies Acanthaceae con 9 tipos, Euphorbiaceae con 8, Fabaceae con 7 y Asteraceae y Poaceae con seis especies cada una. Los géneros con mayor variedad son Justicia, Evolvulus, Ocimum, Senna y Desmodium con tres especies cada uno.
Entre las plantas consideradas Parásitas hay dos taxones; Cuscuta costaricensis (Cuscutaceae), Psittacanthus rhynchanthus y Struthanthus orbicularis (Loranthaceae).
En la región de la ciénaga hay unas 21 especies de Sufrútices idenfiticadas en 17 géneros y 13 familias. Las más diversas en especies son Sterculiaceae, 3 especies de Verbenaceae y 3 especies de Malvaceae, además de Solanaceae y Rubiaceae, con dos cada una. Mientras que los géneros que presentan mayor diversidad son 
Sida con 3, Lippia con 2 y Melochia igualmente con 2.

## Tipos de bosques

### Bosques secos
En la región se han registrado unas 245 especies en 166 géneros y 63 familias, según censos efectuados por Corpocesar. Las especies más comunes, con más especies, fueron Fabaceae, Euphorbiaceae, Mimosaceae, Rubiaceae y Caesalpiniaceae. Los géneros con mayor diversidad en la zona son Machaerium y Solanum,
Nectandra, Psychotria, Ipomoea y Senna.

### Bosques relictuales
En la región de la ciénaga habitan 82 especies en 71 géneros y 35 familias, las más variadas en especies son rubiaceae, Bignoniaceae, Caesalpiniaceae, Fabaceae, Mimosaceae. Mientras que los géneros más diversos son las 4 especies de Tabebuia, Psychotria y Senna.

### Bosques contiguos al agua
En los bosques contiguos a los cuerpos de agua están identificadas unas 138 especies en 113 géneros y 57 familias, las más ricas en especies fueron Rubiaceae con 14 especies, Bignoniaceae con 7, Fabaceae con 6, Mimosaceae, Apocynaceae, Caesalpiniaceae y Euphorbiaceae con 5 especies cada una.
Los géneros más diversos en la zona son las Heliconia con 4 tipos de especies, Nectandra y Psychotria con 3 de cada una. 

### Vegetación de ciénaga
La vegetación en la región asociada a las ciénagas, ríos y humedales presentan unas 40 especies en 39 géneros y 26 familias, las más ricas en especies fueron 4 especies de Polygonaceae y otras 4 de Mimosaceae, además de 3 especies de Fabaceae y otras 3 de Euphorbiac. Entre estas especies el género más diverso fue Luffa con dos especies. Otros géneros cuentan con una especie.

## Zonas de agricultura

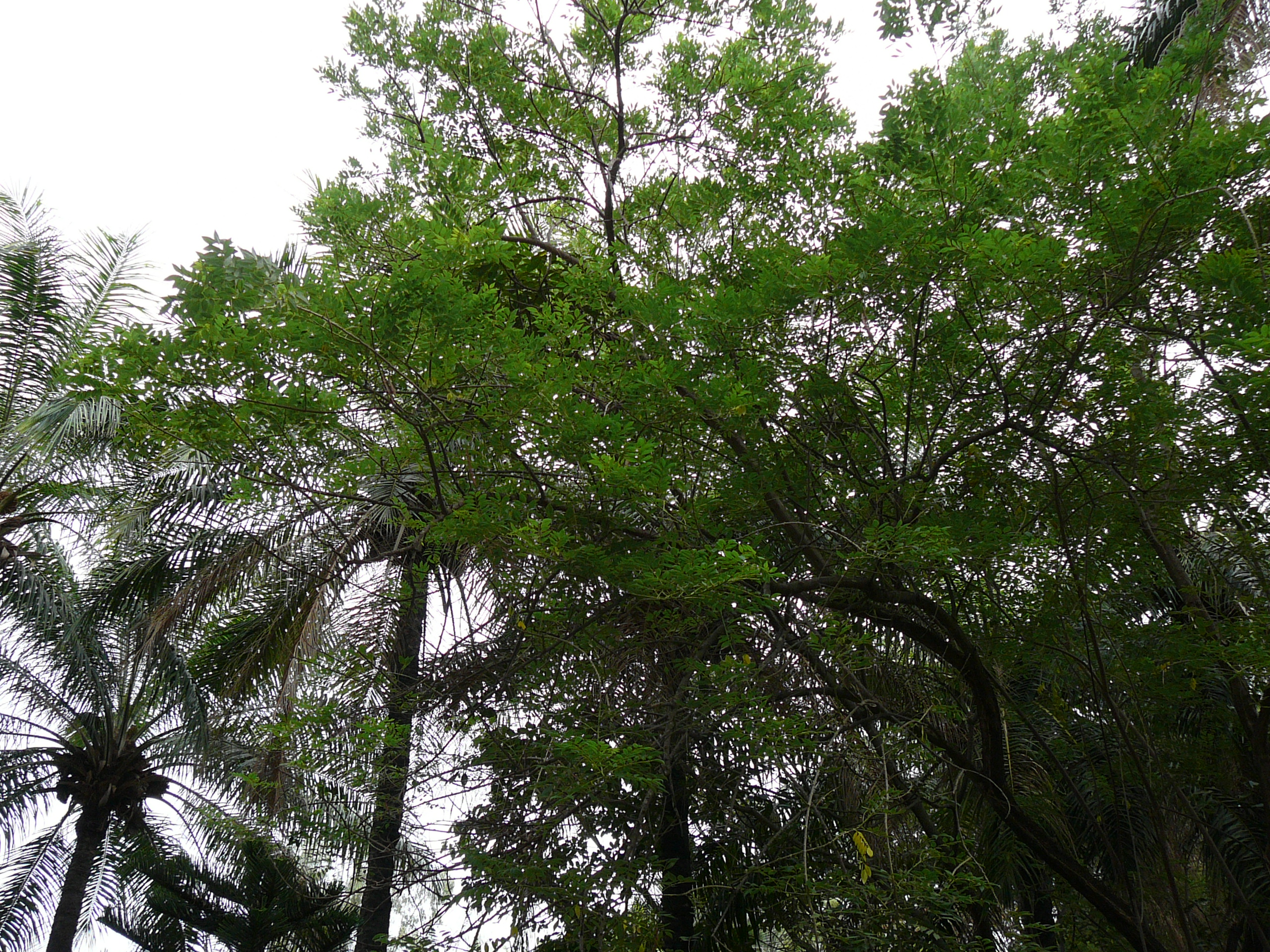
El Gliricidia sepium, coloquialmente llamado "árbol de matarratón".

En las áreas de potreros se registraron solamente cinco especies
- Samanea saman (Mimosaceae)
- Byrsonima crassifolia (Malpighiaceae)
- Setaria parviflora (Poaceae)
- Gliricidia sepium (Fabaceae)
- Guazuma ulmifolia (Sterculiaceae)

## REFERENCIAS
1. 1 2 3 4 5 6 7 8  Corpocesar: 1 INFORME FINAL DE ACTIVIDADES ESTUDIO DE INVENTARIO DE FAUNA, FLORA , DESCRIPCIÓN BIOFÍSICA Y SOCIOECONÓMICA Y LÍNEA BASE AMBIENTA L CIÉNAGA DE ZAPATOSA